# Jürgen Habermas

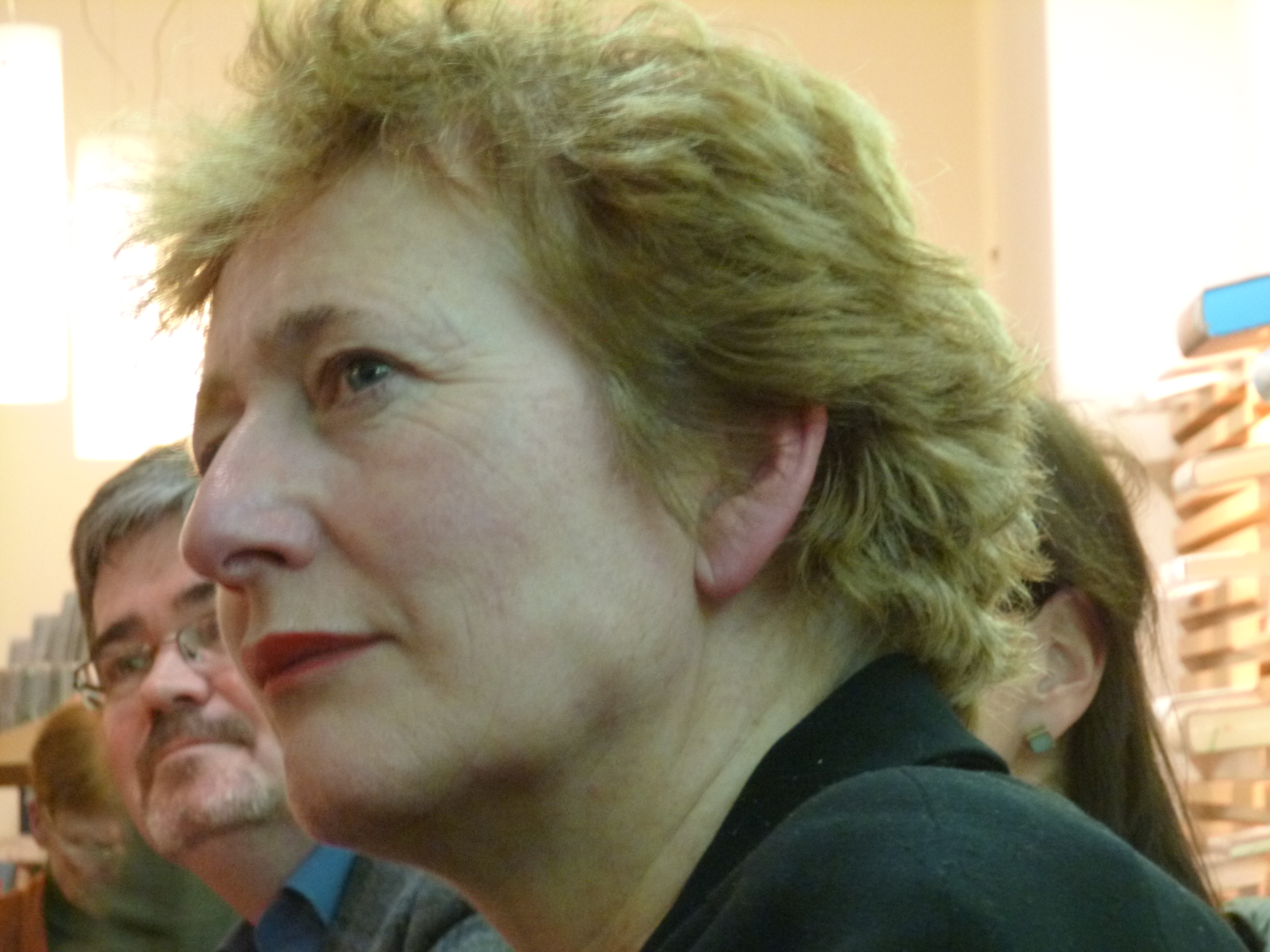
Rebekka Habermas, německá historička a dcera Jürgena Habermase

Jürgen Habermas (německá výslovnost: IPA: [ˈjʏʁɡn̩ ˈhaːbɐˌmaːs],  poslech; * 18. června 1929 Düsseldorf) je německý neomarxistický filosof a sociolog, který ve své akademické činnosti čerpá z tzv. frankfurtské školy.
Habermas je představitelem tzv. teorie komunikativního jednání (Theorie des kommunikativen Handelns), která tvrdí, že existují dva druhy jednání – komunikativní a instrumentální. Instrumentální jednání se nejvíce projevuje ve sféře reklamy a politiky a je nežádoucí, komunikativní jednání je pak přirozené, spravedlivé, a tudíž žádoucí. Habermas chce proto rozpracovat teorii podmínek, za nichž bude možná normální, nenarušená komunikace (tj. srozumitelná, důvěryhodná apod.)

## Život
Habermas se narodil v Düsseldorfu v roce 1929 do rodiny ze střední vrstvy. V dětství prodělal dvě plastické operace, jelikož měl od narození rozštěp, který ho přiměl, jak Habermas tvrdí, přemýšlet rozdílně o důležitosti komunikace a od té doby preferuje psané slovo před mluveným.
V mládí byl hlavně ovlivněn druhou světovou válkou, jeho otec sympatizoval s nacisty. Studoval filozofii na univerzitě v Göttingenu (1949 – 1950), Curychu (1950 – 1951) a Bonnu (1951 – 1954), kde získal doktorát.
Od roku 1956 studoval filozofii a sociologii na Univerzitě Johana Wolfganga Goetheho ve Frankfurtu. Jeho učitelé byli Max Horkheimer a Theodor Adorno, oba významní představitelé kritické teorie. Později, díky sporům o jeho habilitační práci, dokončil však své dílo na univerzitě v Marburgu pod marxistickým sociologem Wolfgangem Abendrothem. Později se vrátil do Frankfurtu, kde vyučoval jako profesor filozofie a sociologie do roku 1970. Poté se stal ředitelem Institutu Maxe Plancka, kde pracoval od roku 1971 do roku 1983.
Poté se znovu vrátil do Frankfurtu, kde působil až do roku 1993. I po ukončení svého působení na univerzitě stále publikoval. V roce 1986 získal nejvyšší ocenění za práci ve výzkumu – cenu Gottfrieda Willhelma Leibnize.
V roce 2003 byl oceněn Cenou prince Asturského v oboru sociálních věd. Habermas byl v roce 2004 laureátem Kyotské ceny v oboru Umění a Filosofie. V roce 2005 odcestoval do San Diega a 5. března přednesl projev s názvem Veřejná role náboženství v sekulárním kontextu, týkající se separace církve a státu od neutrality do prudkého sekularismu. Získal Holbergovu cenu i s odměnou v hodnotě 520.000 €. V roce 2007 byl podle britského týdeníku The Times Higher Education Guide sedmým nejcitovanějším autorem v humanitních oborech, za šestým Ervingem Goffmanem a před osmým Maxem Weberem.

## Filosofie a sociální teorie
Ve svém díle The Structural Transformation of the Public Sphere Habermas ukázal, jak moderní evropské salóny, kavárny a literární skupiny mohou demokratizovat veřejnou sféru. Ve své inaugurační přednášce na Frankfurtské univerzitě “Erkenntnis und Interesse” (1965, "Znalosti a lidské zájmy") a tři roky později i ve stejnojmenné knize, Habermas objasnil základy normativní verze kritické sociální teorie, která byla vyvíjena od roku 1920 Horkheimerem, Adornem a dalšími kolegy z Frankfurtského institutu. Udělal to na základě obecné teorie lidských zájmů, podle toho, které odlišné oblasti lidského vědění a bádání – například fyzika, biologie, sociální vědy – jsou projevem rozdílných, ale stejně základních lidských zájmů. Tyto základní zájmy pak sjednoceny zastřešující snahou rozumu dosáhnout vlastní svobody, která je vyjádřena ve vědeckých disciplínách, které jsou kritické vůči nesvobodným režimům společenského života. Ve svém opětovném promýšlení rané kritické sociální teorie Habermas usiloval o sjednocení filosofické tradice Karla Marxe, německého idealismu s psychoanalýzou Sigmunda Freuda a pragmatismu amerického logika a filosofa Charlese Sanderse Peirce.

## Významná díla
- 1962 – Strukturwandel der Öffentlichkeit, (česky vydáno jako: Strukturální přeměna veřejnosti, Filosofia, 2000)
- 1973 – Legitimationsprobleme im Spätkapitalismus, (česky vydáno jako: Problémy legitimity v pozdním kapitalismu, Filosofia, 2000)
- 1981 – Theorie des kommunikativen Handelns
- 1985 – Der Philosophische Diskurs der Moderne
- 1992 – Faktizität und Geltung
- 1997 – Die Normalität einer Berliner Republik
- 2001 – Die Zukunft der menschlichen Natur, (česky vydáno jako: Budoucnost lidské přirozenosti, Filosofia, 2003)

- 2002 – Ian Shapiro a Jürgen Habermas: Teorie demokracie dnes (Filosofia, 2002) – vydána studie Drei normative Modelle der Demokratie.

## Ocenění
- 1976 – Cena Sigmunda Freuda za vědeckou prózu